# Hidrostatična tehtnica
Hidrostatična tehtnica je merilna priprava za merjenje vodnega (hidrostatičnega) tlaka. Izumil jo je Galileo Galilei leta 1586 in o njej napisal delo Majhna tehtnica (La Balancitta).

## Zunanje poezave
- Hidrostatična tehtnica na The Galileo Project (angleško)